# Schoenorchis sarcophylla
Schoenorchis sarcophylla är en orkidéart som beskrevs av Rudolf Schlechter. Schoenorchis sarcophylla ingår i släktet Schoenorchis och familjen orkidéer. Inga underarter finns listade i Catalogue of Life.